# Kolstad IL
Kolstad Idrettslag (Kolstad IL) är en alliansförening från Trondheim i Norge, bildad 5 oktober 1972. Handbolls- och fotbollssektionerna har sedermera delats upp i Kolstad Håndball (1996) respektive Kolstad Fotball.